# Seznam katastrálních území v okrese Liberec
V této tabulce je uveden kompletní výčet katastrálních území Okresu Liberec, včetně rozlohy a sídel, které na nich leží.
| Název KÚ                       | Sídla | Obec                     | km2   |
| ------------------------------ | --- | ------------------------ | ----- |
| A                              | A | A                        |       |
| Albrechtice u Frýdlantu        | Albrechtice u Frýdlantu                                                                                   | Frýdlant                 | 6,26  |
| Andělka                        | Andělka, Filipovka, Loučná, Saň                                                                           | Višňová                  | 9,66  |
| Andělská Hora u Chrastavy      | Andělská Hora                                                                                             | Chrastava                | 3,62  |
| Arnoltice u Bulovky            | Arnoltice                                                                                                 | Bulovka                  | 6,1   |
| Benešovice u Všelibic          | Benešovice, Chlístov, Lísky                                                                               | Všelibice                | 3,85  |
| Bílá u Českého Dubu            | Bílá | Bílá                     | 4,54  |
| Bílý Kostel nad Nisou          | Bílý Kostel nad Nisou, Pekařka                                                                            | Bílý Kostel nad Nisou    | 21,24 |
| Bílý Potok pod Smrkem          | Bílý Potok                                                                                                | Bílý Potok               | 18,21 |
| Boleslav                       | Boleslav                                                                                                  | Černousy                 | 1,82  |
| Březová u Všelibic             | Březová, Podjestřábí                                                                                      | Všelibice                | 2,65  |
| Bulovka                        | Bulovka                                                                                                   | Bulovka                  | 15    |
| Cetenov                        | Cetenov, Dehtáry, Dolánky, Těšnov, Vystrkov                                                               | Cetenov                  | 4,06  |
| Černousy                       | Černousy                                                                                                  | Černousy                 | 4,24  |
| Česká Ves v Podještědí         | Česká Ves, Pole, Zámecká                                                                                  | Jablonné v Podještědí    | 5,7   |
| Český Dub                      | Český Dub I, Český Dub II, Český Dub III, Český Dub IV, Kněžičky, Malý Dub, Sobotice                      | Český Dub                | 9,04  |
| Čtveřín                        | Čtveřín, Doubí                                                                                            | Čtveřín                  | 4,95  |
| Dětřichov u Frýdlantu          | Dětřichov                                                                                                 | Dětřichov                | 9,72  |
| Dětřichovec                    | Dětřichovec                                                                                               | Jindřichovice pod Smrkem | 4,54  |
| Dlouhý Most                    | Dlouhý Most                                                                                               | Dlouhý Most              | 3,03  |
| Dolní Hanychov                 | Liberec VIII-Dolní Hanychov                                                                               | Liberec                  | 1,13  |
| Dolní Chrastava                | Dolní Chrastava                                                                                           | Chrastava                | 3,02  |
| Dolní Oldřiš                   | Dolní Oldřiš                                                                                              | Bulovka                  | 7,74  |
| Dolní Pertoltice               | Dolní Pertoltice                                                                                          | Pertoltice               | 6,8   |
| Dolní Řasnice                  | Dolní Řasnice                                                                                             | Dolní Řasnice            | 12,95 |
| Dolní Sedlo                    | Dolní Sedlo, Horní Sedlo                                                                                  | Hrádek nad Nisou         | 9,44  |
| Dolní Suchá u Chotyně          | Dolní Suchá                                                                                               | Hrádek nad Nisou         | 4,48  |
| Dolní Vítkov                   | Dolní Vítkov                                                                                              | Chrastava                | 4,85  |
| Donín u Hrádku nad Nisou       | Donín | Hrádek nad Nisou         | 3,21  |
| Doubí u Liberce                | Liberec XXIII-Doubí                                                                                       | Liberec                  | 3,42  |
| Druzcov                        | Druzcov                                                                                                   | Osečná                   | 6,22  |
| Fojtka                         | Fojtka | Mníšek                   | 18,35 |
| Františkov u Liberce           | Liberec X-Františkov                                                                                      | Liberec                  | 1,07  |
| Frýdlant                       | Frýdlant, Větrov                                                                                          | Frýdlant                 | 25,36 |
| Grabštejn                      | Grabštejn                                                                                                 | Chotyně                  | 3,37  |
| Habartice u Frýdlantu          | Habartice                                                                                                 | Habartice                | 3,05  |
| Háj u Habartic                 | Háj | Habartice                | 2,51  |
| Hajniště pod Smrkem            | Hajniště                                                                                                  | Nové Město pod Smrkem    | 5,25  |
| Hejnice                        | Ferdinandov, Hejnice                                                                                      | Hejnice                  | 38,19 |
| Heřmanice u Frýdlantu          | Heřmanice                                                                                                 | Heřmanice                | 4,24  |
| Heřmanice v Podještědí         | Heřmanice v Podještědí                                                                                    | Jablonné v Podještědí    | 19,24 |
| Hlavice                        | Doleček, Hlavice, Lesnovek                                                                                | Hlavice                  | 4     |
| Hluboká u Liberce              | Liberec XXVIII-Hluboká                                                                                    | Liberec                  | 2,27  |
| Hodkovice nad Mohelkou         | Hodkovice nad Mohelkou                                                                                    | Hodkovice nad Mohelkou   | 7,61  |
| Horní Hanychov                 | Liberec XIX-Horní Hanychov                                                                                | Liberec                  | 7,43  |
| Horní Chrastava                | Horní Chrastava, Víska, Vysoká                                                                            | Chrastava                | 5,29  |
| Horní Pertoltice               | Horní Pertoltice                                                                                          | Pertoltice               | 3,35  |
| Horní Růžodol                  | Liberec VII-Horní Růžodol                                                                                 | Liberec                  | 1,19  |
| Horní Řasnice                  | Horní Řasnice                                                                                             | Horní Řasnice            | 13,4  |
| Horní Suchá u Liberce          | Liberec XXII-Horní Suchá                                                                                  | Liberec                  | 5,73  |
| Horní Vítkov                   | Horní Vítkov                                                                                              | Chrastava                | 6,74  |
| Hradčany u Českého Dubu        | Hradčany, Letařovice, Trávníček                                                                           | Bílá                     | 5,89  |
| Hrádek nad Nisou               | Hrádek nad Nisou                                                                                          | Hrádek nad Nisou         | 5,51  |
| Hrubý Lesnov                   | Hrubý Lesnov                                                                                              | Cetenov                  | 1,99  |
| Chotyně                        | Chotyně                                                                                                   | Chotyně                  | 5,67  |
| Chrastava I                    | Chrastava                                                                                                 | Chrastava                | 2,79  |
| Chrastava II                   | Chrastava                                                                                                 | Chrastava                | 1,15  |
| Chrastná                       | Chrastná                                                                                                  | Osečná                   | 4     |
| Chvalčovice                    | Dehtáry, Chvalčovice, Klamorna                                                                            | Bílá                     | 3,67  |
| Jablonné v Podještědí          | Jablonné v Podještědí, Valdov                                                                             | Jablonné v Podještědí    | 2,95  |
| Janovice v Podještědí          | Janovice v Podještědí                                                                                     | Janovice v Podještědí    | 6,34  |
| Janův Důl                      | Janův Důl                                                                                                 | Janův Důl                | 4,55  |
| Janův Důl u Liberce            | Liberec IX-Janův Důl                                                                                      | Liberec                  | 0,35  |
| Javorník u Českého Dubu        | Domaslavice, Horka, Javorník, Padouchov                                                                   | Proseč pod Ještědem      | 4,6   |
| Javorník u Dlouhého Mostu      | Dlouhý Most                                                                                               | Dlouhý Most              | 1,41  |
| Jeřmanice                      | Jeřmanice                                                                                                 | Jeřmanice                | 4,37  |
| Jílové u Hodkovic nad Mohelkou | Jílové | Hodkovice nad Mohelkou   | 1,5   |
| Jindřichovice pod Smrkem       | Jindřichovice pod Smrkem                                                                                  | Jindřichovice pod Smrkem | 14,59 |
| Jítrava                        | Jítrava                                                                                                   | Rynoltice                | 8,64  |
| Kamení                         | Albrechtice, Červenice, Kamení, Zásada                                                                    | Pěnčín                   | 2,5   |
| Karlinky                       | Liberec XVIII-Karlinky                                                                                    | Liberec                  | 1,01  |
| Kateřinky u Liberce            | Liberec XVII-Kateřinky                                                                                    | Liberec                  | 5,06  |
| Kněžice v Lužických horách     | Kněžice                                                                                                   | Jablonné v Podještědí    | 5,62  |
| Kobyly                         | Havlovice, Kobyly, Radvanice, Sedlisko, Vorklebice                                                        | Kobyly                   | 7,47  |
| Kotel                          | Kotel | Osečná                   | 4,36  |
| Krásná Studánka                | Liberec XXXI-Krásná Studánka                                                                              | Liberec                  | 5,87  |
| Krásný Les u Frýdlantu         | Krásný Les                                                                                                | Krásný Les               | 13,49 |
| Kristiánov                     | Heřmanice                                                                                                 | Heřmanice                | 3,24  |
| Kryštofovo Údolí               | Kryštofovo Údolí                                                                                          | Kryštofovo Údolí         | 11,26 |
| Křižany                        | Křižany                                                                                                   | Křižany                  | 15,97 |
| Kunratice u Frýdlantu          | Kunratice                                                                                                 | Kunratice                | 12,43 |
| Kunratice u Liberce            | Liberec XXIX-Kunratice                                                                                    | Liberec                  | 1,87  |
| Lázně Kundratice               | Lázně Kundratice                                                                                          | Osečná                   | 7,89  |
| Lázně Libverda                 | Lázně Libverda                                                                                            | Lázně Libverda           | 13,23 |
| Lažany u Sychrova              | Lažany | Lažany                   | 2,12  |
| Liberec                        | Liberec III-Jeřáb, Liberec II-Nové Město, Liberec I-Staré Město, Liberec IV-Perštýn, Liberec V-Kristiánov | Liberec                  | 6,22  |
| Libíč                          | Bohumileč, Libíč                                                                                          | Český Dub                | 3,59  |
| Loučná                         | Loučná | Hrádek nad Nisou         | 4,68  |
| Loukovičky                     | Loukovičky                                                                                                | Český Dub                | 1,11  |
| Ludvíkov pod Smrkem            | Ludvíkov pod Smrkem                                                                                       | Nové Město pod Smrkem    | 13,7  |
| Lvová                          | Lvová | Jablonné v Podještědí    | 5,73  |
| Machnín                        | Liberec XXXIII-Machnín, Liberec XXXIV-Bedřichovka, Liberec XXXV-Karlov pod Ještědem                       | Liberec                  | 11,34 |
| Malčice u Všelibic             | Malčice                                                                                                   | Všelibice                | 1,04  |
| Markvartice v Podještědí       | Lada v Podještědí, Markvartice                                                                            | Jablonné v Podještědí    | 6,54  |
| Minkovice                      | Minkovice                                                                                                 | Šimonovice               | 3,2   |
| Mlýnice                        | Mlýnice                                                                                                   | Nová Ves                 | 1,2   |
| Mníšek u Liberce               | Mníšek | Mníšek                   | 7,09  |
| Modlibohov                     | Hoření Starý Dub, Modlibohov                                                                              | Český Dub                | 2,65  |
| Nesvačily u Všelibic           | Nesvačily                                                                                                 | Všelibice                | 1,52  |
| Nová Ves u Chrastavy           | Nová Ves, Nová Víska, Růžek                                                                               | Nová Ves                 | 11,14 |
| Nové Město pod Smrkem          | Nové Město pod Smrkem                                                                                     | Nové Město pod Smrkem    | 9,97  |
| Nové Pavlovice                 | Liberec XIII-Nové Pavlovice                                                                               | Liberec                  | 0,51  |
| Novina u Liberce               | Novina | Kryštofovo Údolí         | 6,06  |
| Oldřichov na Hranicích         | Oldřichov na Hranicích                                                                                    | Hrádek nad Nisou         | 5,55  |
| Oldřichov v Hájích             | Filipka, Oldřichov v Hájích                                                                               | Oldřichov v Hájích       | 16,25 |
| Osečná                         | Lázně Kundratice, Osečná                                                                                  | Osečná                   | 2,98  |
| Ostašov u Liberce              | Liberec XX-Ostašov                                                                                        | Liberec                  | 1,61  |
| Paceřice                       | Husa, Paceřice                                                                                            | Paceřice                 | 3,5   |
| Panenská Hůrka                 | Panenská Hůrka                                                                                            | Bílý Kostel nad Nisou    | 4,49  |
| Pěnčín                         | Pěnčín, Vitanovice                                                                                        | Pěnčín                   | 5,41  |
| Petrašovice                    | Bohdánkov, Kocourov, Kohoutovice, Petrašovice, Vesec                                                      | Bílá                     | 8,11  |
| Petrovice v Lužických horách   | Petrovice                                                                                                 | Jablonné v Podještědí    | 5,9   |
| Pilínkov                       | Liberec XXIV-Pilínkov                                                                                     | Liberec                  | 2,08  |
| Podhora u Pěnčína              | Janovice, Podhora                                                                                         | Kobyly                   | 0,8   |
| Polesí u Rynoltic              | Černá Louže, Polesí                                                                                       | Rynoltice                | 1,96  |
| Postřelná                      | Postřelná                                                                                                 | Jablonné v Podještědí    | 6,16  |
| Poustka u Frýdlantu            | Poustka                                                                                                   | Višňová                  | 6,26  |
| Proseč pod Ještědem            | Proseč pod Ještědem                                                                                       | Proseč pod Ještědem      | 3,7   |
| Předlánce                      | Předlánce                                                                                                 | Višňová                  | 7,49  |
| Přibyslavice                   | Nantiškov, Přibyslavice, Vrtky                                                                            | Všelibice                | 3,34  |
| Příšovice                      | Příšovice                                                                                                 | Příšovice                | 6,14  |
| Radčice u Krásné Studánky      | Liberec XXXII-Radčice                                                                                     | Liberec                  | 3,22  |
| Radimovice u Sychrova          | Radimovice                                                                                                | Radimovice               | 1,33  |
| Radoňovice                     | Radoňovice                                                                                                | Hodkovice nad Mohelkou   | 0,51  |
| Radostín u Sychrova            | Radostín, Sedlejovice, Sychrov, Třtí, Vrchovina                                                           | Sychrov                  | 6,5   |
| Raspenava                      | Raspenava                                                                                                 | Raspenava                | 41,22 |
| Rašovka                        | Šimonovice                                                                                                | Šimonovice               | 2,6   |
| Rochlice u Liberce             | Liberec VI-Rochlice                                                                                       | Liberec                  | 3,91  |
| Rozstání pod Ještědem          | Dolení Paseky, Rozstání                                                                                   | Světlá pod Ještědem      | 5,27  |
| Rudolfov                       | Liberec XXI-Rudolfov                                                                                      | Liberec                  | 0,49  |
| Ruprechtice                    | Liberec XIV-Ruprechtice                                                                                   | Liberec                  | 6,24  |
| Růžodol I                      | Liberec XI-Růžodol I                                                                                      | Liberec                  | 3,36  |
| Rynoltice                      | Nová Starost, Rynoltice                                                                                   | Rynoltice                | 7,12  |
| Smržov u Českého Dubu          | Smržov | Český Dub                | 2,8   |
| Sobákov                        | Sobákov                                                                                                   | Český Dub                | 1,25  |
| Soběslavice                    | Padařovice, Soběslavice                                                                                   | Soběslavice              | 4,05  |
| Srbská                         | Srbská | Horní Řasnice            | 5,62  |
| Staré Pavlovice                | Liberec XII-Staré Pavlovice                                                                               | Liberec                  | 1,73  |
| Starý Dub                      | Starý Dub                                                                                                 | Český Dub                | 2,12  |
| Starý Harcov                   | Liberec XVI-Nový Harcov, Liberec XV-Starý Harcov                                                          | Liberec                  | 11,67 |
| Stráž nad Nisou                | Stráž nad Nisou                                                                                           | Stráž nad Nisou          | 3,28  |
| Střížovice u Pěnčína           | Střížovice                                                                                                | Pěnčín                   | 0,96  |
| Svárov u Liberce               | Svárov | Stráž nad Nisou          | 1,25  |
| Světlá pod Ještědem            | Hodky, Hoření Paseky, Jiříčkov, Křižany, Světlá pod Ještědem, Vesec                                       | Světlá pod Ještědem      | 7,92  |
| Svijanský Újezd                | Jirsko 2.díl, Močítka, Svijanský Újezd                                                                    | Svijanský Újezd          | 5,3   |
| Svijany                        | Svijany                                                                                                   | Svijany                  | 2,7   |
| Šimonovice                     | Šimonovice                                                                                                | Šimonovice               | 1,39  |
| Václavice u Hrádku nad Nisou   | Uhelná, Václavice                                                                                         | Hrádek nad Nisou         | 15,68 |
| Vápno                          | Vápno | Hlavice                  | 4,27  |
| Ves                            | Ves | Černousy                 | 2,49  |
| Vesec u Liberce                | Liberec XXV-Vesec                                                                                         | Liberec                  | 4,42  |
| Víska u Frýdlantu              | Víska | Višňová                  | 1,8   |
| Višňová u Frýdlantu            | Minkovice, Višňová                                                                                        | Višňová                  | 5,07  |
| Vlastibořice                   | Jivina, Sedlíšťka, Slavíkov, Vlastibořice                                                                 | Vlastibořice             | 5,52  |
| Vlčetín u Bílé                 | Domaslavice, Vlčetín                                                                                      | Bílá                     | 4,15  |
| Vratislavice nad Nisou         | Liberec XXX-Vratislavice nad Nisou                                                                        | Liberec                  | 12,92 |
| Všelibice                      | Budíkov, Roveň, Všelibice                                                                                 | Všelibice                | 6,03  |
| Zábrdí u Osečné                | Vlachové, Zábrdí                                                                                          | Osečná                   | 2,62  |
| Záskalí                        | Záskalí, Žďárek                                                                                           | Hodkovice nad Mohelkou   | 3,88  |
| Zdislava                       | Zdislava                                                                                                  | Zdislava                 | 9,8   |
| Žďárek u Sychrova              | Žďárek | Žďárek                   | 2,32  |
| Žibřidice                      | Žibřidice                                                                                                 | Křižany                  | 12,58 |

Celková výměra 988,87 km2